# Teorema di Ehrenfest
In meccanica quantistica, il teorema di Ehrenfest afferma che le leggi del moto per i valori d'aspettazione di un'osservabile quantistica coincidono con le leggi del moto classiche per la stessa grandezza fisica. Esso stabilisce quindi una corrispondenza tra meccanica classica e quantistica.

Il teorema si deve al fisico e matematico Paul Ehrenfest.

## Il teorema

### Enunciazione
Data un'osservabile A, il teorema di Ehrenfest stabilisce che:
{\displaystyle {\frac {\operatorname {d} \langle {\hat {A}}\rangle }{\operatorname {d} t}}=\left\langle {\frac {\partial {\hat {A}}}{\partial t}}+{\frac {1}{i\hbar }}[{\hat {A}},{\hat {H}}]\right\rangle =\left\langle {\frac {\partial {\hat {A}}}{\partial t}}\right\rangle +{\frac {1}{i\hbar }}\langle [{\hat {A}},{\hat {H}}]\rangle }
L'importanza del teorema si coglie in pieno in una sua formulazione più qualitativa:
«L'evoluzione dei valori di aspettazione di un'osservabile fisica descritta dalla meccanica quantistica coincide con l'evoluzione descritta dalla meccanica classica per la stessa grandezza fisica.»
Le ipotesi del teorema sono del tutto generali (vedi formulazione hamiltoniana della meccanica classica).
Se l'operatore {\displaystyle {\hat {A}}} non dipende esplicitamente dal tempo, allora 
{\displaystyle {\frac {\operatorname {d} \langle {\hat {A}}\rangle }{\operatorname {d} t}}={\frac {1}{i\hbar }}\langle [{\hat {A}},{\hat {H}}]\rangle }
Inoltre, se {\displaystyle {\hat {A}}} commuta con l'hamiltoniano {\displaystyle \left([{\hat {A}},{\hat {H}}]=0\right)}, 
{\displaystyle {\frac {\operatorname {d} \langle {\hat {A}}\rangle }{\operatorname {d} t}}=0}
e la variabile dinamica cui è associato l’operatore {\displaystyle {\hat {A}}} è una grandezza conservativa o costante del moto:

### Derivazione
Per una qualsiasi osservabile fisica, il valor medio in un generico stato rappresentato dalla funzione d'onda ψ(r) è dato dall'integrale:
{\displaystyle \langle {\hat {A}}\rangle =\int \psi ^{(*)}({\vec {r}}){\hat {A}}\psi ({\vec {r}})\operatorname {d} ^{3}r}
Derivando questa rispetto al tempo, si ottiene:
{\displaystyle {\frac {\operatorname {d} \langle {\hat {A}}\rangle }{\operatorname {d} t}}=\langle {\frac {\partial }{\partial t}}\psi (t)|{\hat {A}}|\psi (t)\rangle +\langle \psi (t)|{\frac {\partial }{\partial t}}{\hat {A}}|\psi (t)\rangle +\langle \psi (t)|{\hat {A}}|{\frac {\partial }{\partial t}}\psi (t)\rangle }
Se applichiamo l'equazione di Schrödinger otteniamo:
{\displaystyle {\frac {\partial \psi }{\partial t}}={\frac {1}{i\hbar }}{\hat {H}}\psi }
E considerando il complesso coniugato:
{\displaystyle {\frac {\partial \psi ^{*}}{\partial t}}=-{\frac {1}{i\hbar }}\psi ^{*}{\hat {H}}^{*}=-{\frac {1}{i\hbar }}\psi ^{*}{\hat {H}}.}
Dove {\displaystyle {\hat {H}}} è l'operatore hamiltoniano. 
Notiamo che {\displaystyle {\hat {H}}^{*}={\hat {H}}} in quanto l'hamiltoniano è un operatore hermitiano.
Sostituendo le espressioni trovate nell'equazione precedente:
{\displaystyle {\frac {d}{dt}}\langle A\rangle ={\frac {1}{i\hbar }}\int \psi ^{*}({\hat {A}}{\hat {H}}-{\hat {H}}{\hat {A}})\psi ~dx^{3}+\left\langle {\frac {\partial {\hat {A}}}{\partial t}}\right\rangle ={\frac {1}{i\hbar }}\langle [{\hat {A}},{\hat {H}}]\rangle +\left\langle {\frac {\partial {\hat {A}}}{\partial t}}\right\rangle .}

### Applicazione agli operatori posizione e quantità di moto
Per hamiltoniana {\displaystyle H={\frac {p^{2}}{2m}}+V(x)} non dipendente dal tempo, il teorema permette di affermare che le equazioni classiche del moto sono riottenute in valor medio nella meccanica quantistica.
Nel caso in cui si scelga {\displaystyle {\hat {A}}={\hat {x}}}, il teorema assume infatti la forma:
{\displaystyle {\frac {\operatorname {d} \langle {\hat {x}}\rangle }{\operatorname {d} t}}=\left\langle {\frac {1}{i\hbar }}[{\hat {x}},{\hat {H}}]\right\rangle =\left\langle {\frac {\hat {p}}{m}}\right\rangle }
Analogamente, se si pone {\displaystyle {\hat {A}}={\hat {p}}}, si ottiene:
{\displaystyle {\frac {\operatorname {d} \langle {\hat {p}}\rangle }{\operatorname {d} t}}=\left\langle {\frac {1}{i\hbar }}[{\hat {p}},{\hat {H}}]\right\rangle =-\left\langle {\frac {\partial V(x)}{\partial x}}\right\rangle }
Combinando i due risultati, si ottiene infine:
{\displaystyle m{\frac {\operatorname {d} ^{2}\langle {\hat {x}}\rangle }{\operatorname {d} t^{2}}}=-\left\langle {\frac {\partial V(x)}{\partial x}}\right\rangle }
Notiamo che il teorema di Ehrenfest non sostiene, in generale, che i valori di aspettazione degli operatori quantistici evolvono come fanno le controparti classiche. Infatti si avrebbe una corrispondenza con la meccanica classica solo se il valore di aspettazione della forza coincidesse con quella al centro del pacchetto ossia {\displaystyle \langle {\vec {F}}\rangle =-\left\langle {\frac {\partial V(x)}{\partial x}}\right\rangle =-{\frac {\partial V(\langle x\rangle )}{\partial x}}} cosa che in generale è falsa dato che la particella non è localizzata.
Sviluppiamo il membro di destra della precedente equazione nella base delle coordinate:
{\displaystyle \left\langle {\frac {\partial V(x)}{\partial x}}\right\rangle =\int \psi ^{*}(x)\langle {\frac {\partial V(x)}{\partial x}}\rangle \psi (x)\operatorname {d} x=\int \langle {\frac {\partial V(x)}{\partial x}}\rangle |\psi (x)|^{2}\operatorname {d} x}
Per ottenere una corrispondenza con il caso classico dobbiamo supporre che {\displaystyle \ V(x)} risulti approssimativamente costante dove la funzione d'onda ha un picco:
{\displaystyle \left\langle {\frac {\partial V(x)}{\partial x}}\right\rangle ={\frac {\partial V(\langle x\rangle )}{\partial x}}\int |\psi (x)|^{2}\operatorname {d} x={\frac {\partial V(\langle x\rangle )}{\partial x}}}
Possiamo concludere quindi affermando che le relazioni della meccanica classica si ritrovano per piccole variazioni del potenziale.

### Nella rappresentazione di Heisenberg
Il teorema assume una forma più semplice nella rappresentazione di Heisenberg:
{\displaystyle {\frac {\operatorname {d} {\hat {A}}}{\operatorname {d} t}}={\frac {\partial {\hat {A}}}{\partial t}}+{\frac {1}{i\hbar }}[{\hat {A}},{\hat {H}}]}
Questa relazione ha la stessa struttura dell'equazione di moto classica
{\displaystyle {\frac {\operatorname {d} A}{\operatorname {d} t}}={\frac {\partial A}{\partial t}}+\{A,H\}}
se alla parentesi di Poisson classica {\displaystyle \{A,H\}} si fa corrispondere il commutatore quantistico
{\displaystyle {\frac {1}{i\hbar }}[{\hat {A}},{\hat {H}}]}

Se {\displaystyle {\hat {A}}} non dipende esplicitamente dal tempo, allora 
{\displaystyle {\frac {\operatorname {d} {\hat {A}}}{\operatorname {d} t}}={\frac {1}{i\hbar }}[{\hat {A}},{\hat {H}}]}
Inoltre, se {\displaystyle {\hat {A}}} commuta con l'hamiltoniano {\displaystyle \left([{\hat {A}},{\hat {H}}]=0\right)}, {\displaystyle {\hat {A}}} è una grandezza conservativa o costante del moto:
{\displaystyle {\frac {\operatorname {d} {\hat {A}}}{\operatorname {d} t}}=0}
Un'immediata applicazione di questa è il calcolo della velocità di una particella. Nel caso la velocità sia la derivata rispetto al tempo della sua posizione nel piano cartesiano, è immediato verificare che:
{\displaystyle {\hat {v}}={\frac {1}{i\hbar }}[{\hat {H}},{\hat {r}}]={\frac {\hat {p}}{m}}}